# Phalaenopsis kunstleri
Phalaenopsis kunstleri (лат.) — эпифитное травянистое растение семейства Орхидные.
Вид не имеет устоявшегося русского названия, в русскоязычных источниках используется научное название Phalaenopsis kunstleri.

## Синонимы
- Phalaenopsis fuscata var kunstleri
- Polychilos kunstleri (Hook.f.) P.S.Shim 1982

## Биологическое описание
Моноподиальный эпифит среднего размера. Стебель укороченный, скрыт основаниями листьев. Корни длинные, извилистые, гладкие. Листьев 2-4, блестящие, эпифитные, толстые, удлиненно-овальные, длиной 10-25 см, шириной 4-8 см. 
 Цветонос длиной 20-45 см. 
 Цветки плотные, без запаха, диаметром от 3,5 до 4 см. Лепестки желтые, иногда желто-зеленые с широким длинным коричневым пятном у основания. Губа жёлтая с одной или двумя коричневыми полосками по краям.

## Ареал, экологические особенности
Малайзия, Бирма 
 Две популяции этого вида удалены друг от друга на 2000 километров. Климат в местах произрастания заметно различается. Климат Бирмы отличается сухими зимами, и более низкими среднегодовыми температурами. 

Растет во влажных лесах на небольших возвышенностях. Сезон цветения — лето.

## История описания
Вид получил своё название в честь первооткрывателя — Германа де Кунстлера, профессионального сборщика и коллекционера орхидей, который обнаружил растение в конце XIX века в Пераке.

## В культуре
Температурная группа — теплая. Для нормального цветения обязателен перепад температур день/ночь в 5-8°С.
Требования к свету: 1000—1200 FC, 10760—12912 lx.
Относительная влажность воздуха 65-80 %.
Общая информация о агротехнике в статье Фаленопсис.
Настоящие Phalaenopsis kunstleri редки в культуре, под этим названием часто продаются клоны Phalaenopsis fuscata.

## Первичныегибриды(грексы)
- Asiani — corningiana х kunstleri (Atmo Kolopaking) 1985
- Childhood Dream — aphrodite х kunstleri (Paul Lippold) 2003
- Koodoo — venosa х kunstleri (Hou Tse Liu) 1996